# Nikos Skalkotas
Nikos Skalkotas, gr. Nίκος Σκαλκώτας (ur. 21 marca 1904 w Chalkidzie, zm. 20 września 1949 w Atenach) – grecki kompozytor.

## Życiorys
W wieku 5 lat rozpoczął naukę gry na skrzypcach, uczył się u swojego ojca i wuja, w 1914 roku po raz pierwszy wystąpił publicznie. W latach 1914–1920 kształcił się w konserwatorium w Atenach u Tony’ego Schulze, studia ukończył z wyróżnieniem. W 1921 roku wyjechał do Berlina, gdzie studiował w Hochschule für Musik u Willy’ego Hessa (1921–1923) oraz Paula Juona i Roberta Kahna (1923–1925). W tym okresie zrezygnował z kariery skrzypka i poświęcił się wyłącznie komponowaniu. Od 1925 do 1927 roku uczył się kompozycji u Philippa Jarnacha. W latach 1927–1931 był uczniem Arnolda Schönberga w Preußische Akademie der Künste. Konsultował się też w zakresie kompozycji z Kurtem Weillem.
Podczas pobytu w Berlinie utrzymywał się, grając w zespołach kawiarnianych i kinowych. Przez pewien czas otrzymywał wsparcie finansowe od greckiego kolekcjonera Manolisa Benakisa, jednak po zerwaniu z nim w 1931 roku popadł w kłopoty finansowe. W 1933 roku, w związku ze wzrostem sympatii dla nazistów i ich programową wrogością wobec awangardy muzycznej, wrócił do Grecji, zostawiając swoje partytury w Berlinie jako zastaw za długi. Po powrocie do ojczyzny występował w Atenach jako członek orkiestr, jego kompozycje spotkały się jednak z niezrozumieniem i zmarł w zapomnieniu. Doceniony został dopiero po śmierci.

## Twórczość
Tworzył pod silnym wpływem Arnolda Schönberga, który w swojej książce Style and Idea (1950) wymienił Skalkottasa jako jednego ze swoich najzdolniejszych uczniów. Przejął technikę dodekafoniczną, traktując jednak jej zasady nieortodoksyjnie, operując kilkoma lub kilkunastoma seriami, często niespokrewnionymi. Wpływ Schönberga widoczny jest zwłaszcza w rozwiniętej pracy tematycznej i stosowaniu techniki wariacyjnej. Nie naśladował jednak swojego mistrza niewolniczo, równoważąc jego oddziaływanie sięganiem po elementy neoklasycyzmu i nawiązaniami do twórczości Strawinskiego oraz Bartóka. Oprócz utworów dwunastodźwiękowych pisał kompozycje atonalne, dokonywał też nawrotów do tonalności.

## Wybrane kompozycje
(na podstawie materiałów źródłowych)

### Utwory orkiestrowe
- Koncert na instrumenty dęte (1929, zaginiony)
- Mała suita na skrzypce i orkiestrą kameralną (1929, zaginiona)
- Koncert na fortepian, skrzypce i orkiestrę kameralną (1930, zaginiony)
- 2 suity symfoniczne (I 1935, II 1944 zinstr. 1946–1949)
- 3 koncerty fortepianowe (I 1931, II 1937–1938, III na fortepian, 10 instrumentów dętych i perkusję 1938–1939)
- 36 tańców greckich (1931–1936, 2. wersja 1949)
- Concertino na 2 fortepiany i orkiestrę (1935)
- Koncert skrzypcowy (1937–1938)
- Koncert na wiolonczelę i orkiestrę (1938, zaginiony)
- Koncert na skrzypce, altówkę, instrumenty dęte i kontrabasy (1939–1940)
- Mała suita na orkiestrę smyczkową (1941)
- Koncert na kontrabas i orkiestrę (ok. 1941–1943)
- uwertura Powrót Odyseusza (1944)
- Koncert na 2 skrzypiec i orkiestrę (1944–1945)
- Symfonia klasyczna na instrumenty dęte, 2 harfy i 8 kontrabasów (1947)
- Sinfonietta B (1948)
- Concertino C na fortepian (1948)
- Mała suita taneczna (1949)
- Morceau charactéristique na ksylofon i orkiestrę (1949)
- I talasa (1949)

### Utwory kameralne
- 2 tria smyczkowe (I 1924 zaginione, II 1935)
- Sonata na skrzypce solo (1925)
- 4 kwartety smyczkowe (I 1928, II 1929 zaginiony, III 1935, IV 1940)
- Oktet na flet, klarnet, fagot, trąbkę, puzon i trio fortepianowe (1929, zaginiony)
- Ewkoli musiki na kwartet smyczkowy (1929, zaginione)
- Oktet na kwartet dęty drewniany i kwartet smyczkowy (1931)
- Trio fortepianowe (1936)
- Der Marsch der kleinen Soldaten, Rondo, Nachstück, Kleiner Choral und Fuge na skrzypce i fortepian (1937–1938)
- Suita na wiolonczelę i fortepian (1937–1938, zaginiona)
- Duo na skrzypce i altówkę (1938)
- 8 wariacji na temat greckiej pieśni ludowej na trio fortepianowe (1938)
- 9 tańców greckich na kwartet smyczkowy (1938–1947)
- Gavotte, Scherzo, Menuetto cantato na skrzypce i fortepian (1939)
- Concertino na obój i fortepian (1939)
- Scherzo na kwartet fortepianowy  (1939–1940)
- 10 szkiców na kwartet smyczkowy lub orkiestrę smyczkową (1940)
- Concertino na trąbkę i fortepian (1940–1942)
- 2 kwartety na obój, fagot, trąbkę i fortepian (1940–1942)
- 6 tańców greckich na skrzypce i fortepian (1940–1947)
- Largo na wiolonczelę i fortepian (1941–1942)
- Sonata concertante na fagot i fortepian (1943)
- Mikri serenata na wiolonczelę i fortepian (1945)
- Bolero na wiolonczelę i fortepian (1945)
- 3 greckie pieśni ludowe na skrzypce i fortepian (1945–1946)
- 2 małe suity na skrzypce i fortepian  (1946, 1949)
- Zarte Melodie na wiolonczelę i fortepian (1949)
- Duo na skrzypce i wiolonczelę (1947)

### Utwory fortepianowe
- Sonatina (1927)
- 15 małych wariacji (1927)
- 4 suity (I 1936, II i III 1940, IV 1941)
- 32 utwory (1940)
- 4 etiudy (1941)

### Utwory wokalno-instrumentalne
- 3 pieśni na głos i fortepian (1932–1938)
- Kapote na sopran lub baryton i fortepian (1938–1939)
- 16 pieśni na mezzosopran i fortepian (1941)
- To fengari na sopran i fortepian (1941–1942)
- To tragudi tu klidona na 2 soprany i 2 mezzosoprany (1943–1944)

### Utwory sceniczne
- balet I Lijeri kie o Charos (1938, 2. wersja 1947)
- muzyka do baśni dramatycznej Chrisosa Ewelpidisa Me tu Maju ta maja na recytatora, sopran, chór ad libitum i orkiestrę (1943–1944, orkiestracja 1949)
- muzyka do sztuki Williama Szekspira Henryk V (1947–1948, zaginiona)